# Motor Sich
Motor Sich ((uk) : Мотор Січ, (ru) : Мотор Сич) est un constructeur de moteurs d'aéronefs ukrainien. Son siège social est à Zaporijia.
Il est l'un des plus grands fabricants de moteurs d'avions et d'hélicoptères au monde. C'est également la seule entreprise en Ukraine à fabriquer des moteurs pour avions et hélicoptères ainsi que des installations de turbines à gaz industrielles.

## Historique
Elle est fondée en 1907 sous l'Empire russe. Durant l'URSS elle devient un important producteur de turbine à gaz, moteurs d'avions et missiles. Au XXIe siècle, elle en produit pour drones.
En septembre 1997, elle entre dans la composition du l'indice PFTS de la bourse de Kiev.
Cette entreprise est nationalisée en mars 2021 pour éviter qu'elle ne tombe totalement sous contrôle de la Chine.
Elle dispose d'une compagnie aérienne, la Motor Sich Airlines, depuis 1984.
Son usine bombardée dans la nuit du 24 au 25 mai 2022 lors de l'invasion de l'Ukraine par la Russie.
Le 22 octobre 2022, Vyacheslav Boguslayev (en), le directeur et copropriétaire de la société, a été arrêté par le Service de sécurité d'Ukraine pour avoir fourni des moteurs et des pièces détachées pour des hélicoptères d'attaque russes.

## Production
Motor Sich construit, entre autres, les moteurs suivants :
- Ivtchenko-Progress AI-9
- Ivtchenko-Progress AI-22
- Ivtchenko-Progress AI-25
- Ivtchenko-Progress AI-222
- Ivtchenko-Progress D-18T
- Ivtchenko-Progress D-36
- Ivtchenko-Progress D-136
- Klimov TV3-117
- Klimov VK-800